# Dombeya quinqueseta
Dombeya quinqueseta là một loài thực vật có hoa trong họ Cẩm quỳ. Loài này được (Delile) Exell mô tả khoa học đầu tiên năm 1935.